# Olympische Sommerspiele 2008/Kanu – Vierer-Kajak 500 m (Frauen)
Die Wettkämpfe im Vierer-Kajak über 500 Meter bei den Olympischen Sommerspielen 2008 wurden vom 18. bis zum 22. August 2008 auf der Rennstrecke im Olympischen Ruder- und Kanupark Shunyi ausgetragen.
Die Deutschen konnten dabei ihren Titel von 2004 erfolgreich verteidigen.

## Ergebnisse

### Vorläufe
Bei den zwei Vorläufen am 18. August erreichten die jeweils drei schnellsten Boote direkt das Finale; die restlichen Boote zogen ins Halbfinale ein.

#### Vorlauf 1
| Rang | Athletinnen                                                         | Nation      | Zeit         | Bemerkung  |
| ---- | ------------------------------------------------------------------- | ----------- | ------------ | ---------- |
| 1    | Fanny Fischer Nicole Reinhardt Katrin Wagner-Augustin Conny Waßmuth | Deutschland | 1:33,912 min | Finale     |
| 2    | Xu Yaping Zhong Hongyan Yu Lamei Liang Peixing                      | China       | 1:36,971 min | Finale     |
| 3    | Michele Eray Carol Joyce Nicola Mocke Jennifer Hodson               | Südafrika   | 1:37,399 min | Finale     |
| 4    | Stefania Cicali Alessandra Galiotto Fabiana Sgroi Alice Fagioli     | Italien     | 1:37,436 min | Halbfinale |
| 5    | Shinobu Kitamoto Ayaka Kuno Mikiko Takeya Yumiko Suzuki             | Japan       | 1:38,618 min | Halbfinale |

#### Vorlauf 2
| Rang | Athletinnen                                                                     | Nation     | Zeit         | Bemerkung  |
| ---- | ------------------------------------------------------------------------------- | ---------- | ------------ | ---------- |
| 1    | Katalin Kovács Gabriella Szabó Danuta Kozák Natasa Janics                       | Ungarn     | 1:34,321 min | Finale     |
| 2    | Beata Mikołajczyk Aneta Konieczna Edyta Dzieniszewska Dorota Kuczkowska         | Polen      | 1:36,497 min | Finale     |
| 3    | Lisa Oldenhof Hannah Davis Chantal Meek Lyndsie Fogarty                         | Australien | 1:36,516 min | Finale     |
| 4    | Beatriz Manchón Jana Šmidáková Sonia Molanes Teresa Portela                     | Spanien    | 1:37,914 min | Halbfinale |
| 5    | Émilie Fournel Karen Furneaux Geneviève Beauchesne-Sévigny Kristin Ann Gauthier | Kanada     | 1:39,366 min | Halbfinale |

### Halbfinale
Die drei schnellsten Boote des Halbfinals erreichten den Endlauf.
| Rang | Athletinnen                                                                     | Nation  | Zeit         | Bemerkung |
| ---- | ------------------------------------------------------------------------------- | ------- | ------------ | --------- |
| 1    | Beatriz Manchón Jana Šmidáková Sonia Molanes Teresa Portela                     | Spanien | 1:37,172 min | Finale    |
| 2    | Shinobu Kitamoto Ayaka Kuno Mikiko Takeya Yumiko Suzuki                         | Japan   | 1:37,449 min | Finale    |
| 3    | Stefania Cicali Alessandra Galiotto Fabiana Sgroi Alice Fagioli                 | Italien | 1:37,887 min | Finale    |
| 4    | Émilie Fournel Karen Furneaux Geneviève Beauchesne-Sévigny Kristin Ann Gauthier | Kanada  | 1:38,224 min |           |

### Finale
| Rang | Athletinnen                                                             | Nation      | Zeit         |
| ---- | ----------------------------------------------------------------------- | ----------- | ------------ |
| 1    | Fanny Fischer Nicole Reinhardt Katrin Wagner-Augustin Conny Waßmuth     | Deutschland | 1:32,231 min |
| 2    | Katalin Kovács Gabriella Szabó Danuta Kozák Natasa Janics               | Ungarn      | 1:32,971 min |
| 3    | Lisa Oldenhof Hannah Davis Chantal Meek Lyndsie Fogarty                 | Australien  | 1:34,704 min |
| 4    | Beata Mikołajczyk Aneta Konieczna Edyta Dzieniszewska Dorota Kuczkowska | Polen       | 1:34,752 min |
| 5    | Beatriz Manchón Jana Šmidáková Sonia Molanes Teresa Portela             | Spanien     | 1:35,366 min |
| 6    | Shinobu Kitamoto Ayaka Kuno Mikiko Takeya Yumiko Suzuki                 | Japan       | 1:36,465 min |
| 7    | Michele Eray Carol Joyce Nicola Mocke Jennifer Hodson                   | Südafrika   | 1:36,724 min |
| 8    | Stefania Cicali Alessandra Galiotto Fabiana Sgroi Alice Fagioli         | Italien     | 1:36,770 min |
| 9    | Xu Yaping Zhong Hongyan Yu Lamei Liang Peixing                          | China       | 1:37,418 min |